# Święta Lipka

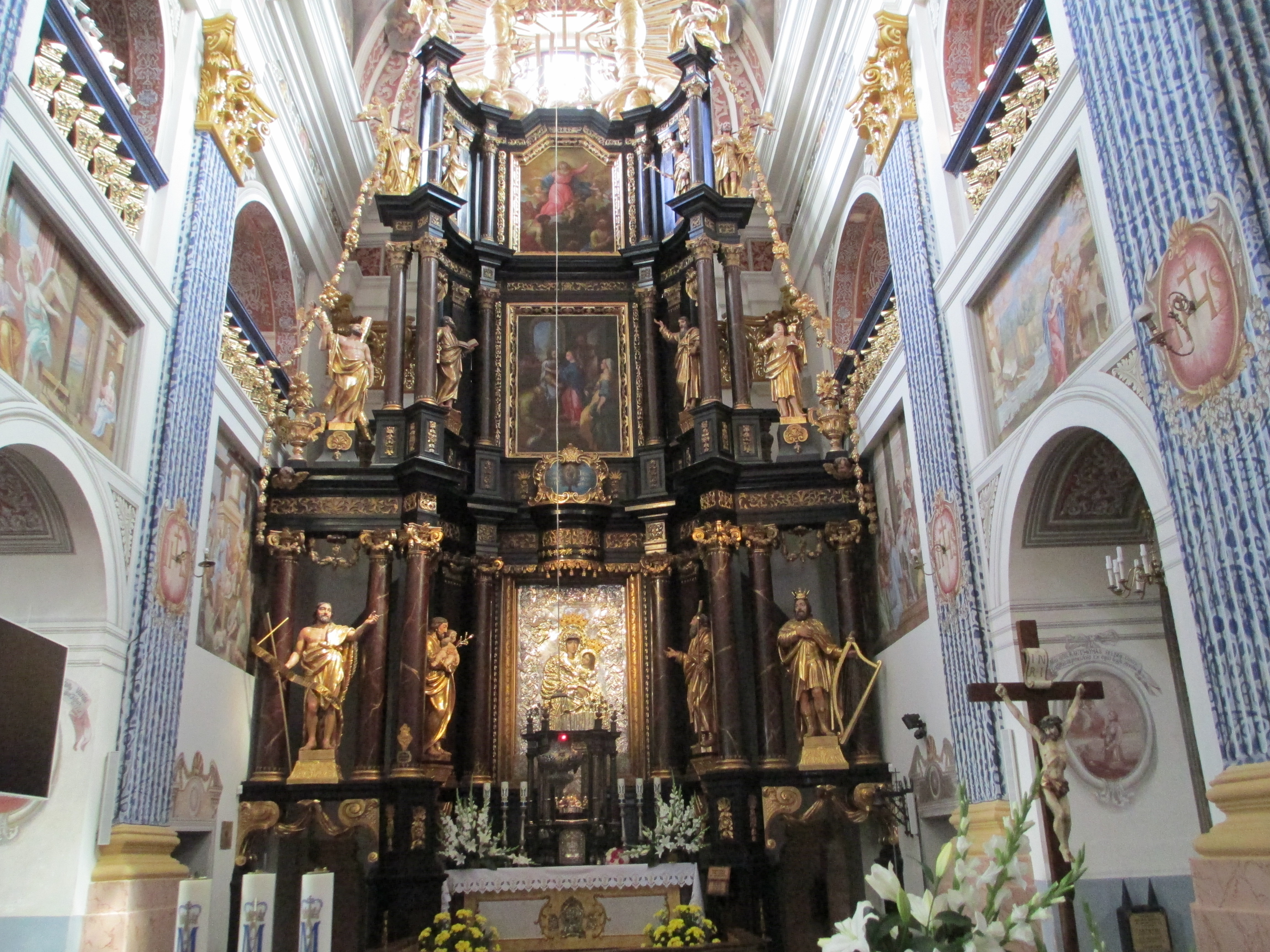
Bazylika Nawiedzenia NMP, ołtarz główny

Święta Lipka (niem. Heiligelinde) – wieś w Polsce położona w województwie warmińsko-mazurskim, w powiecie kętrzyńskim, w gminie Reszel.

## Charakterystyka
Wieś położona jest na Pojezierzu Mrągowskim, w pobliżu znajdują się jeziora Wyrbel i Dejnowa. W latach 1975–1998 miejscowość administracyjnie należała do województwa olsztyńskiego.

## Kult maryjny w Świętej Lipce
Znajduje się tam sanktuarium maryjne. Świętolipska bazylika pw. Nawiedzenia Najświętszej Marii Panny wraz z obejściem krużgankowym i klasztorem to zabytek barokowy.

### Początki kultu i pierwsza kaplica
Początki kultu Matki Boskiej w Świętej Lipce sięgają XIV w. Według ustnie przekazanej informacji, skazaniec więziony w lochach kętrzyńskiego kościoła dzięki natchnieniu Matki Bożej wyrzeźbił w drewnie figurkę Madonny z Dzieciątkiem. Po wykonaniu rzeźby został uwolniony, a swą figurkę zawiesił na lipie przy drodze z Kętrzyna do Reszla. Rzeźba Matki Bożej z Dzieciątkiem zasłynęła cudami. Z czasem wokół lipy wybudowano kaplicę; nie wiadomo, jak ona wyglądała. Kaplicę obsługiwali księża krzyżaccy z Kętrzyna.
Najstarszą udokumentowaną informację o Świętej Lipce znaleziono w aktach kapituły płockiej – zapis z 1473 informujący, że ludzie chodzą na odpusty do Prus, nie precyzujący bliżej, czy w Świętej Lipce jest kaplica. Natomiast z przywileju wielkiego mistrza krzyżackiego Johanna von Tieffena z 1491 wydanego dla karczmarza w Świętej Lipce już jednoznacznie wynika, że kaplica tam była. Do Świętej Lipki przybywały wówczas liczne pielgrzymki. Przybył tu także ostatni wielki mistrz krzyżacki w Prusach Zakonnych Albrecht.
Kaplica w Świętej Lipce została zniszczona w czasie reformacji – według napisu w kościele było to w 1524. Aby odstraszyć pielgrzymów, na miejscu kaplicy postawiono szubienicę.

### Druga Kaplica Świętolipska
Dzięki staraniom Stefana Sadorskiego można było przystąpić do odbudowy kaplicy. Jesienią 1618 odsłonięto fundamenty pierwszej kaplicy o wymiarach 40 × 26 stóp. Budowę kaplicy zrealizowano na starych fundamentach w 1619, a uroczystej jej konsekracji dokonał biskup warmiński Szymon Rudnicki w dniu 19 listopada 1619. Na fasadzie kaplicy znalazły się trzy herby: Zygmunta III Wazy, księcia pruskiego Jana Zygmunta i biskupa Szymona Rudnickiego. Odbudowaną kaplicę dzięki Sadorskiemu przekazano pod opiekę jezuitów. Zaginioną cudowną figurkę zastąpił obraz M.B. Świętolipskiej.
Do Świętej Lipki przybywali pielgrzymi nie tylko z Warmii, ale i z dalszych okolic, jak np. Warszawy, Wilna i Lwowa. Znalazł się wśród nich królewicz Jan Kazimierz. Pielgrzymi nie mieścili się w świętolipskiej kaplicy.
Między Świątą Lipką a Reszlem biegnie Trakt pielgrzymkowy z zabytkowym zespołem kapliczek kalwaryjnych i wiekowymi lipami – pomnikami przyrody.

### Bazylika Świętolipska

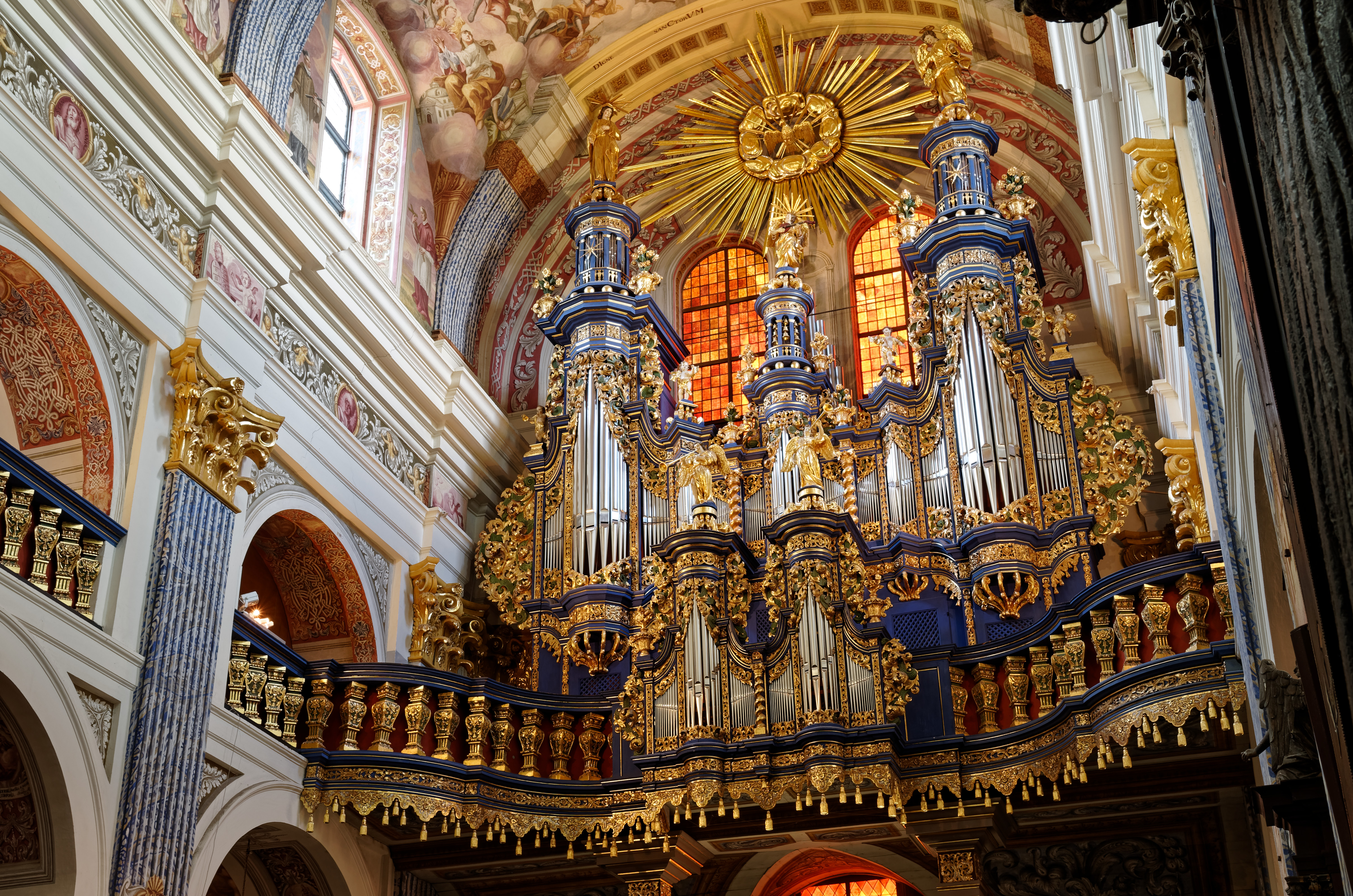
Barokowe organy